# شاهرخ گلستان
سید اسماعیل یا شاهرخ گلستان (زاده ۱۹ شهریور ۱۳۱۲) مدیر فیلمبرداری، عکاس، منتقد هنری و خبرنگار ایرانی است که از برنامه‌سازان بی‌بی‌سی نیز بوده است. او برادر ابراهیم گلستان است.

## خانواده
پدربزرگ شاهرخ گلستان، محمدشریف تقوی شیرازی از روحانیون پرآوازه شیراز بود. پدر شاهرخ گلستان، سید تقی تقوی شیرازی نیز دانش‌آموخته علوم فقهی بود. اما به روزنامه‌نگاری پرداخت و روزنامه گلستان را چاپ کرد. به دنبال چاپ این روزنامه، او نام خانوادگی خود را به «گلستان» تغییر داد.

## کار حرفه‌ای

### آغاز کار حرفه‌ای
شاهرخ گلستان، دوران آغاز زندگی خود را در شیراز گذراند. در آن دوران به دلیل رابطه پدر گلستان با صاحبان سینما در شیراز آنها همیشه به صورت رایگان به سینما می‌رفتند. او در آغاز جوانی در بخش دیداری-شنیداری دفتر کمیسیون اصل ۴ در شیراز کار می‌کرد. کار در این بخش، نقطه آغازین تجربه هنری شاهرخ گلستان بود. او در آنجا با کریم امامی آشنا شد. پس از تعطیلی این دفتر، شاهرخ گلستان به تهران رفت و به کار در صنعت سینما پرداخت. در سال ۱۳۳۶ ابراهیم گلستان به همراه دیگر برادران خود از جمله شاهرخ «استودیو گلستان» را در تهران راه‌اندازی کردند. این استودیو کار خود را با ساخت مجموعه فیلم چشم‌اندازها به سفارش شرکت ملی نفت ایران آغاز کرد. این استویدو در دهه ۱۳۳۰ برای شبکه‌های تلویزیونی خارجی و بخش سیاسی شرکت‌های نفتی در ایران فیلم می‌ساخت. شاهرخ گلستان از کسانی بود که از شرکت سینمایی گلستان برای خود نامی در سینما دست و پا کردند.
کار در استودیو گلستان زمینه آشنایی شاهرخ گلستان با هنرمندانی چون فروغ فرخزاد، مهدی اخوان ثالث، و نجف دریابندری را فراهم کرد.

### عکاسی دربار پهلوی
شاهرخ گلستان کار عکاسی را در ۱۶ سالگی با خرید دوربین عکاسی آغاز کرد. او در هنگام سفر محمدرضا پهلوی و ثریا اسفندیاری در سال ۱۳۳۴ به شیراز، از این دیدار یک فیلم مستند ساخت. او برای نمایش این فیلم در ایران، خود به شهرهای مختلف سفر می‌کرد و فیلم را نمایش می‌داد. این فیلم  باعث آشنایی شاهرخ گلستان با دربار پهلوی شد. گلستان از سال ۱۳۴۰ تا ۱۳۵۴ فیلم‌بردار مخصوص دربار محمدرضا پهلوی بود. او در این دوره بین پنجاه تا شصت فیلم سیاسی و خبری دربارهٔ خانواده سلطنتی، سفرها و وقایع آنها ساخت. او در بیش از ۵۰ کشور همسفر محمدرضا پهلوی بود.
فیلم تاجی برای ملت گلستان در کاخ نیاوران در یک مراسم شام دولتی با حضور مهرداد پهلبد وزیر فرهنگ به نمایش درآمد. شاه، گلستان را پس از نمایش فیلم تحسین کرد. او را به صندلی خود فراخواند و با لبخند از او دربارهٔ وضعیت فیلمسازی پرسید.

### اختلاف با ابراهیم گلستان
فیلم یک آتش داستان آتش‌سوزی یکی از بزرگترین چاه‌های نفت اهواز طی ۷۰ روز است. این فیلم برنده مدال برنز جشنواره فیلم کوتاه ونیز در سال ۱۹۶۱ شد. این نخستین جایزه بین‌المللی برای یک کارگردان ایرانی برای یک فیلم ایرانی مستند بود. در هنگام اعطای مدال، ابراهیم گلستان به عنوان کارگردان فیلم (به دلیل بنیانگذاری استودیو گلستان) معرفی شد. در همه منابع، ابراهیم گلستان سازنده فیلم یک آتش معرفی شده است.
شاهرخ گلستان می‌گوید فیلم‌برداری و کارهای دیگر یک آتش را خود او انجام داده است. استدلال شاهرخ گلستان این است که در هنگام فیلم‌برداری، ابراهیم گلستان به دلیل بیماری در صحنه حضور نداشته است. او پس از پایان فیلم‌برداری، فیلم‌ها را به برادرش می‌سپارد و گلستان، فیلم را ساخته خودش عنوان می‌کند.
اما زکریا هاشمی می‌گوید از "محمود هنگوال" صدابردار فیلم یک آتش شنیده که کار فیلم‌برداری بین شاهرخ و ابراهیم گلستان و یک نفر دیگر تقسیم شده بود و ابراهیم گلستان تنها در زمانی که به دلیل تصادف و شکستگی پا در بیمارستان بوده، در صحنه فیلم‌برداری حضور نداشته و دستورهای لازم را به شاهرخ گلستان داده است.
شاهرخ و ابراهیم گلستان بر سر این که سازنده این فیلم کیست با هم نزاع قلمی داشتند و پس از آن هرگز با یکدیگر صحبت نکردند.

### مدیریت سینما
شاهرخ گلستان "سینما مترو" را از محمدرحیم متقی ایروانی اجاره کرد. شاهرخ گلستان مدتی در حوالی سال ۱۳۴۷ مدیر "سینما کاپری" بود. او سازنده و مالک سینما آریانا در سال ۱۳۴۸ بود. این سینما کار خود را در تیر ۱۳۴۸ با نمایش فیلم ۲۰۰۱: ادیسه فضایی استنلی کوبریک آغاز کرد. سینما آریانا با امکانات نمایشی ممتاز و داشتن سامانه‌های گرمایشی و سرمایشی در مدتی کوتاه به جایگاه بهترین سینمای شیراز رسید و میزبان برنامه‌های ملی و بین‌المللی بود. شاهرخ گلستان همچنین زیرزمین سینما را تبدیل به باشگاه شبانه کرد. سینما آریانا پس از انقلاب تعطیل و گلستان به بریتانیا تبعید شد. ساختمان سینما هنوز در خیابان زند شیراز پا برجاست.

### پس از انقلاب
پس از انقلاب ۱۳۵۷ همه اموال شاهرخ گلستان مصادره شدند. او که در میانه انقلاب برای سفر تفریحی در پاریس بود در همان جا ماندگار شد. در هنگام تمدید گذرنامه در سفارت ایران در پاریس، مامور سفارت، گذرنامه او را گرفت و پانچ کرد. با این حال شاهرخ گلستان هرگز حاضر به گرفتن تابعیت کشور دیگر از جمله فرانسه نشد.

### همکاری با بی‌بی‌سی
شاهرخ گلستان در دوران زندگی در فرانسه به کار روزنامه‌نگاری و برنامه‌سازی برای بی‌بی‌سی به دعوت باقر معین و بهروز آفاق پرداخت. او در سال ۱۳۶۵ خورشیدی، برنامه فانوس خیال را برای رادیوی فارسی بی‌بی‌سی تهیه کرد که سیر تاریخی سینمای ایران را بازگو کرد. این مجموعه که حمید نفیسی آن را مجموعه‌ای ارزشمند دربارهٔ تاریخ سینمای ایران می‌داند در سال ۱۹۹۵ تولید و در نوار کاست هم فروخته شد.
شاهرخ گلستان به تهیه گزارش‌های فرهنگی و هنری برای بی‌بی‌سی نیز می‌پرداخت.

## آثار

### فیلمساز
- سفر شاه و ثریا به شیراز، ۱۹۵۵[۷]
- تاجی برای ملت، ۱۹۶۹[۷]
- فروغ جاویدان، ۱۹۷۱ (دربارهٔ جشن‌های ۲۵۰۰ ساله شاهنشاهی)[۷][۵]
- آتشی که نمی‌میرد، ۱۹۷۵[۷]

### مدیر فیلمبرداری
- موج و مرجان و خارا از چشم‌اندازها (مجموعه فیلم)، ۱۳۴۰
- یک آتش، از مجموعه فیلم چشم‌اندازها، ۱۳۳۹ (نخستین نمایش در اریبهشت ۱۳۴۰ در کانون فیلم تهران)

### رادیو
- فانوس خیال برای رادیوی فارسی بی‌بی‌سی

### کتاب
- شراب نیشابور مجموعه عکس‌های خود با تلفیق رباعیات خیام

## شجره‌نامه
|               |               |               |               |               |               |             |             |                           |                           |                           |                           | محمد شریف تقوی شیرازی     |                           |  |  |                |                |                      |                      |                      |                      |                      |                      |            |            |            |            |            |            |              |              |              |              |              |              |  |  |             |             |             |             |             |             |  |  |  |  |  |  |  |  |  |  |  |  |
|               |               |               |               |               |               |             |             |                           |                           |                           |                           |                           |                           |  |  |                |                |                      |                      |                      |                      |                      |                      |            |            |            |            |            |            |              |              |              |              |              |              |  |  |             |             |             |             |             |             |  |  |  |  |  |  |  |  |  |  |  |  |
|               |               |               |               |               |               |             |             |                           |                           |                           |                           |                           |                           |  |  |                |                |                      |                      |                      |                      |                      |                      |            |            |            |            |            |            |              |              |              |              |              |              |  |  |             |             |             |             |             |             |  |  |  |  |  |  |  |  |  |  |  |  |
|               |               |               |               |               |               |             |             | محمد حسن وثوق تقوی شیرازی | محمد حسن وثوق تقوی شیرازی | محمد حسن وثوق تقوی شیرازی | محمد حسن وثوق تقوی شیرازی | محمد حسن وثوق تقوی شیرازی | محمد حسن وثوق تقوی شیرازی |  |  |                |                | محمد تقی تقوی شیرازی | محمد تقی تقوی شیرازی | محمد تقی تقوی شیرازی | محمد تقی تقوی شیرازی | محمد تقی تقوی شیرازی | محمد تقی تقوی شیرازی |            |            |            |            |            |            |              |              |              |              |              |              |  |  |             |             |             |             |             |             |  |  |  |  |  |  |  |  |  |  |  |  |
|               |               |               |               |               |               |             |             | محمد حسن وثوق تقوی شیرازی | محمد حسن وثوق تقوی شیرازی | محمد حسن وثوق تقوی شیرازی | محمد حسن وثوق تقوی شیرازی | محمد حسن وثوق تقوی شیرازی | محمد حسن وثوق تقوی شیرازی |  |  |                |                | محمد تقی تقوی شیرازی | محمد تقی تقوی شیرازی | محمد تقی تقوی شیرازی | محمد تقی تقوی شیرازی | محمد تقی تقوی شیرازی | محمد تقی تقوی شیرازی |            |            |            |            |            |            |              |              |              |              |              |              |  |  |             |             |             |             |             |             |  |  |  |  |  |  |  |  |  |  |  |  |
|               |               |               |               |               |               |             |             |                           |                           |                           |                           |                           |                           |  |  |                |                |                      |                      |                      |                      |                      |                      |            |            |            |            |            |            |              |              |              |              |              |              |  |  |             |             |             |             |             |             |  |  |  |  |  |  |  |  |  |  |  |  |
|               |               |               |               |               |               |             |             | فخری گلستان               | فخری گلستان               | فخری گلستان               | فخری گلستان               | فخری گلستان               | فخری گلستان               |  |  | ابراهیم گلستان | ابراهیم گلستان | ابراهیم گلستان       | ابراهیم گلستان       | ابراهیم گلستان       | ابراهیم گلستان       |                      |                      |            |            |            |            |            |            | شاهرخ گلستان | شاهرخ گلستان | شاهرخ گلستان | شاهرخ گلستان | شاهرخ گلستان | شاهرخ گلستان |  |  | ایرج گلستان | ایرج گلستان | ایرج گلستان | ایرج گلستان | ایرج گلستان | ایرج گلستان |  |  |  |  |  |  |  |  |  |  |  |  |
|               |               |               |               |               |               |             |             | فخری گلستان               | فخری گلستان               | فخری گلستان               | فخری گلستان               | فخری گلستان               | فخری گلستان               |  |  | ابراهیم گلستان | ابراهیم گلستان | ابراهیم گلستان       | ابراهیم گلستان       | ابراهیم گلستان       | ابراهیم گلستان       |                      |                      |            |            |            |            |            |            | شاهرخ گلستان | شاهرخ گلستان | شاهرخ گلستان | شاهرخ گلستان | شاهرخ گلستان | شاهرخ گلستان |  |  | ایرج گلستان | ایرج گلستان | ایرج گلستان | ایرج گلستان | ایرج گلستان | ایرج گلستان |  |  |  |  |  |  |  |  |  |  |  |  |
|               |               |               |               |               |               |             |             |                           |                           |                           |                           |                           |                           |  |  |                |                |                      |                      |                      |                      |                      |                      |            |            |            |            |            |            |              |              |              |              |              |              |  |  |             |             |             |             |             |             |  |  |  |  |  |  |  |  |  |  |  |  |
|               |               |               |               |               |               |             |             |                           |                           |                           |                           |                           |                           |  |  |                |                |                      |                      |                      |                      |                      |                      |            |            |            |            |            |            |              |              |              |              |              |              |  |  |             |             |             |             |             |             |  |  |  |  |  |  |  |  |  |  |  |  |
| هنگامه گلستان | هنگامه گلستان | هنگامه گلستان | هنگامه گلستان | هنگامه گلستان | هنگامه گلستان |             |             | کاوه گلستان               | کاوه گلستان               | کاوه گلستان               | کاوه گلستان               | کاوه گلستان               | کاوه گلستان               |  |  | لیلی گلستان    | لیلی گلستان    | لیلی گلستان          | لیلی گلستان          | لیلی گلستان          | لیلی گلستان          |                      |                      | نعمت حقیقی | نعمت حقیقی | نعمت حقیقی | نعمت حقیقی | نعمت حقیقی | نعمت حقیقی |              |              |              |              |              |              |  |  |             |             |             |             |             |             |  |  |  |  |  |  |  |  |  |  |  |  |
| هنگامه گلستان | هنگامه گلستان | هنگامه گلستان | هنگامه گلستان | هنگامه گلستان | هنگامه گلستان |             |             | کاوه گلستان               | کاوه گلستان               | کاوه گلستان               | کاوه گلستان               | کاوه گلستان               | کاوه گلستان               |  |  | لیلی گلستان    | لیلی گلستان    | لیلی گلستان          | لیلی گلستان          | لیلی گلستان          | لیلی گلستان          |                      |                      | نعمت حقیقی | نعمت حقیقی | نعمت حقیقی | نعمت حقیقی | نعمت حقیقی | نعمت حقیقی |              |              |              |              |              |              |  |  |             |             |             |             |             |             |  |  |  |  |  |  |  |  |  |  |  |  |
|               |               |               |               |               |               |             |             |                           |                           |                           |                           |                           |                           |  |  |                |                |                      |                      |                      |                      |                      |                      |            |            |            |            |            |            |              |              |              |              |              |              |  |  |             |             |             |             |             |             |  |  |  |  |  |  |  |  |  |  |  |  |
|               |               |               |               | مهرک گلستان   | مهرک گلستان   | مهرک گلستان | مهرک گلستان | مهرک گلستان               | مهرک گلستان               |                           |                           |                           |                           |  |  |                |                |                      |                      | مانی حقیقی           | مانی حقیقی           | مانی حقیقی           | مانی حقیقی           | مانی حقیقی | مانی حقیقی |            |            |            |            |              |              |              |              |              |              |  |  |             |             |             |             |             |             |  |  |  |  |  |  |  |  |  |  |  |  |